# Gaozhou
Gaozhou (高州市S, GāozhōuP) è una città-contea della Cina, situata nella provincia del Guangdong e amministrata dalla prefettura di Maoming.